# Ватерлоо (регіональний муніципалітет)
43°27′ пн. ш. 80°29′ зх. д. / 43.450° пн. ш. 80.483° зх. д.
Регіона́льний муніципаліте́т Ватерло́о (англ. Regional Municipality of Waterloo) — регіональний муніципалітет у провінції Онтаріо, Канада.
Ватерлоо розташований в південному Онтаріо і до його складу входять міста Кітченер, Кембридж та Ватерлоо, поселення Уелслі, Вулвіч, Уїлмот і Північний Дамфріс. Адміністрація регіонального муніципалітету знаходиться в Кіченері. Площа Ватерлоо 1 369 км². За даними перепису 2016 року, населення муніципалітету складало 535 154 осіб.

## Історія
У XVI—XVII століттях ця територія була заселена народом Аттавандарон (англ. Attawandaron), його мовою була ірокезька. Приблизно в 1680—1685 роках племена Аттавандарон були знищені або витіснені з цих земель, сильнішими за них Сенеками і Могавками.
1784 року Британський уряд віддав долину річки Ґранд Ірокезам, котрі підтримували Лоялістів в Американській війні за незалежність, щоб компенсувати втрати їхніх земель в Нью-Йорку.
Ірокези оселилися в нижній частині долини (нині графстві Брант) і продали землі селища Ватерлоо лоялістові, полковнику Річарду Біслі (англ. Richard Beasley). Іншим власником був Вільям Діксон, який в 1816 році купив землю уздовж річки Ґранд — теперішні поселення Північний і Південний Дамфріс.

## Територіальний устрій

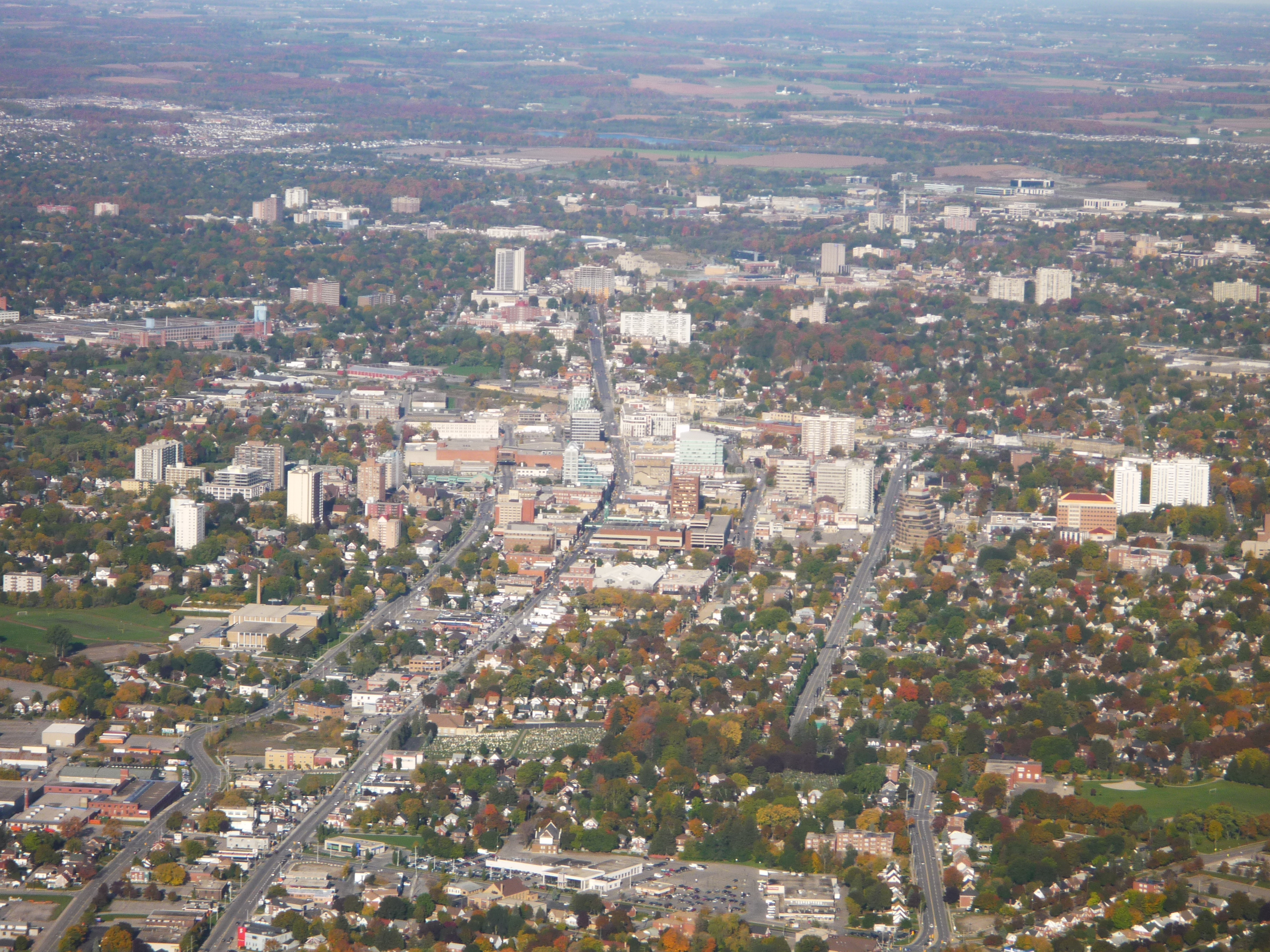
Місто Кіченер

| Район перепису             | Населення (за даними перепису 2016 року) |
| -------------------------- | ---------------------------------------- |
| Місто Кіченер              | 233 222                                  |
| Місто Кембридж             | 129 920                                  |
| Місто Ватерлоо             | 104 986                                  |
| Містечко Вулвіч            | 25 006                                   |
| Містечко Уїлмот            | 20 545                                   |
| Містечко Уелслі            | 11 260                                   |
| Містечко Північний Дамфріс | 10 215                                   |

## Відомі люди
- Девід Ллойд Джонстон — Заслужений викладач права. Голова і заступник ректора Університету Макгілла (1979—1994). Президент Університету Ватерлоо (1999—2010). Генерал-губернатор Канади (2010—2017).
- Маккензі Кінг — десятий прем'єр-міністр Канади, перебував на посаді протягом 21 року — найдовше в історії не тільки Канади, але й Британської співдружності.
- Майк Лазарідіс — засновник компанії «Research In Motion», широко відомої як виробника бізнес-смартфонів BlackBerry. Колишній ректор Університету Ватерлоо і офіцер Ордена Канади.
- Скотт Стівенс — канадський хокеїст, захисник. Член Зали слави хокею (2007).
- Михайло Винницький — український освітній і громадський діяч, викладач, автор низки наукових розвідок, досліджень, інтелектуальної публіцистики, консультант. З 1 січня 2023р. —  віцепрезидент з науково-навчальних студій Національного університету «Києво-Могилянська академія»